# Литвинов Олександр Андрійович (секретар райкому)
Олександр Андрійович Литвинов (1896, село Самотоївка, тепер Краснопільської селищної громади Сумського району Сумської області — ?) — молдавський радянський діяч, 1-й секретар Оргіївського районного комітету КП(б) Молдавії. Член ЦК КП(б) Молдавії в 1941—1949 роках.

## Біографія
Народився в родині робітника. З 1910 року працював робітником, слюсарем-машиністом майстерень залізниці.
До 1917 року служив у російській армії, учасник Першої світової війни.
З 1918 року — в Червоній армії, учасник громадянської війни в Росії.
Після демобілізації працював шофером Петровського цукрового заводу.
Член ВКП(б) з 1926 року.
Був головою фабрично-заводського комітету Сумського цукрового заводу, головою Білопільської районної спілки споживчих товариств на Сумщині. Освіта середня.
У 1933—1940 роках — на партійній роботі в Українській РСР.
4 липня 1940 року призначений членом Оргіївського повітового комітету КП(б) України.
У серпні 1940 — липні 1941 року — 1-й секретар Оргіївського районного комітету КП(б) Молдавії.
З 1941 року — в Червоній армії, учасник німецько-радянської війни.
З 1946 року — голова виконавчого комітету Вадул-луй-Водської районної ради депутатів трудящих; 1-й секретар Вадул-луй-Водського районного комітету КП(б) Молдавії; голова виконавчого комітету Оланештської районної ради депутатів трудящих; секретар партійної організації 1-ї Оланештської машинно-тракторної станції Молдавської РСР.
Подальша доля невідома.

## Звання
- майор